# Piper Niven
Kimberly Benson (née le 6 mai 1991 à Ayrshire) est une catcheuse (lutteuse professionnelle) écossaise. Elle travaille actuellement à la World Wrestling Entertainment, dans la division SmackDown, sous le nom de Piper Niven. 
Elle a commencé sa carrière dans le circuit indépendant sous le nom de ring de Viper. Après avoir rejoint la WWE, elle se produisait à NXT UK sous le nom de Piper Niven. Elle a été deux fois championne féminine de l'Insane Championship Wrestling (en), une fois championne Artist of Stardom et une fois championne du monde de la SWA.

## Jeunesse
Kimberly Benson est née le 6 mai 1991 dans le comté d'Ayrshire en Écosse,,.

## Carrière de catcheuse

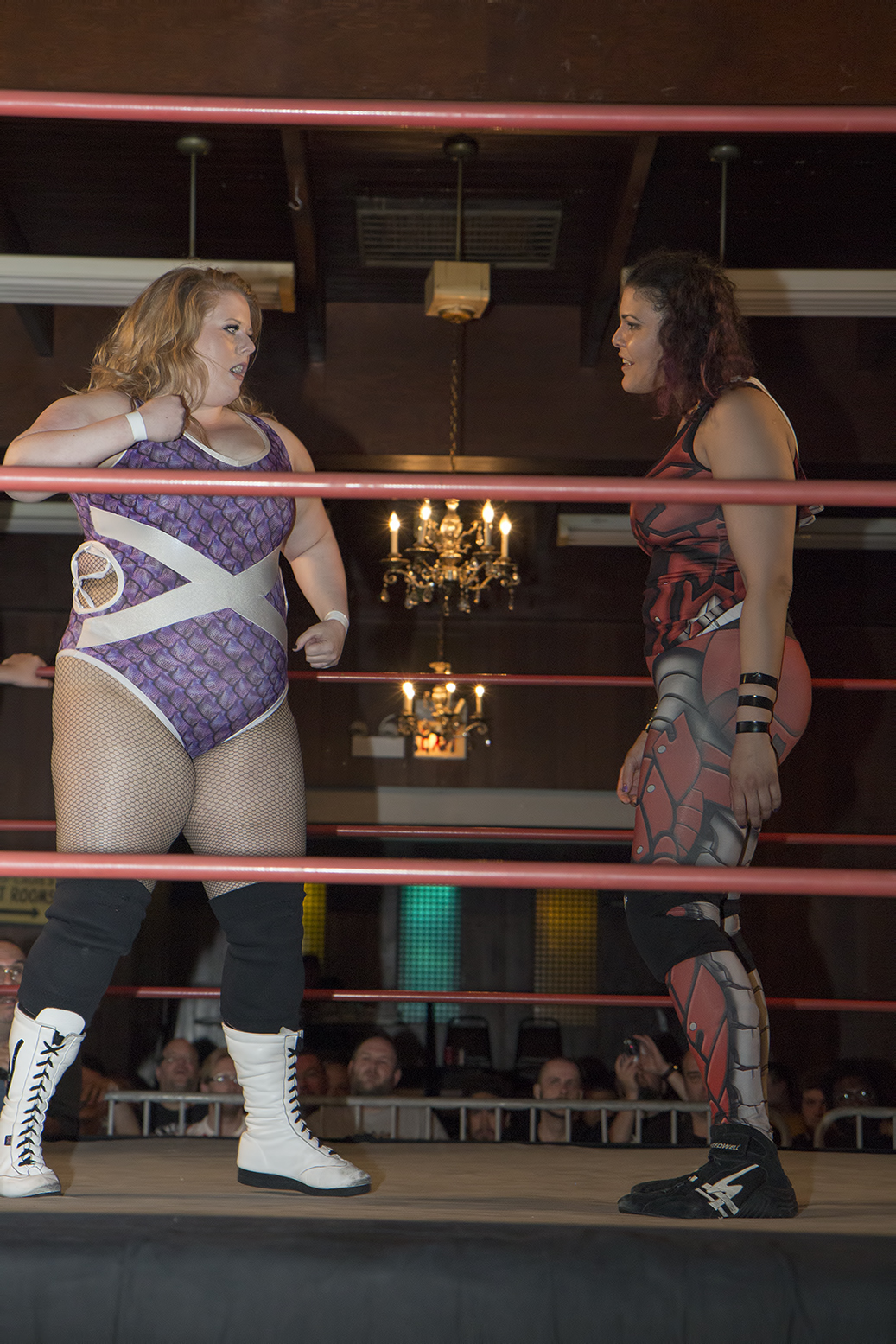
Viper contre Kraven Craven, SHIMMER Volume 85.

### Circuit indépendant (2007–2019)
En 2008, elle s'entraîne dans une école de catch en Écosse, auprès de Mikey Whiplash et Damian O'Connor, à l'âge de 16 ans. Elle fait ses premiers combats, un an plus tard, dans des fédérations de catch écossaise. 
Le 7 janvier 2017 à Stardom New Years Stars 2017 - Tag 2, elle fait une apparition à la fédération japonaise de catch, la World Wonder Ring Stardom, sous le nom de Viper, où elle combat dans le groupe Oedo Tai, aux côtés de Kagetsu et Kyoko Kimura pour remplacer Hana Kimura, blessée. Mais ses partenaires et elle perdent face à Queen's Quest (HZK, Io Shirai et Momo Watanabe) dans un 6-Woman Tag Team Match, ne conservant pas le titre Artist of Stardom. 
Le 13 août à Midsummer Champions 2017 of Stardom, elle rejoint la Queen's Quest, puis HZK, Io Shirai et elles redeviennent championnes Artist of Stardom en battant Hiroyo Matsumoto, Jungle Kyona et Kaori Yoneyama dans un 6-Woman Tag Team Match. Le 12 septembre, elle participe au tournoi féminin de la World Wrestling Entertainment, la Mae Young Classic, sous le nom de Piper Niven, dans lequel elle bat Santana Garrett au premier tour, Serena Deeb au second tour, avant de perdre en quart de finale face à Toni Storm. Le 24 septembre à 5★Star Grand Prix 2017 of Stardom, HZK, Io Shirai et elle conservent leur titre en battant Oedo Tai (Kagetsu, Kris Wolf et Tam Nakano).
Le 28 janvier 2018 à Stardom New Years Stars 2018 - Tag 6, elles conservent leur titre en battant, une nouvelle fois, Oedo Tai (Hana Kimura, Kagetsu et Natsu Sumire). Le 25 mars à Stardom Grows Up Stars 2018 - Tag 4, elles conservent leur titre en battant Bea Priestley, Toni Storm et Xia Brookside. Le 28 mars à Stardom Dream Slam in Tokyo, elle conserve son titre féminin de l'ICW et devient la nouvelle championne du monde de la SWA en battant Toni Storm. 
Le 1er avril à Stardom Dream Slam in Nagoya, elle conserve son titre en battant Jungle Kyona. Le 15 avril, la fédération japonaise décide de rendre le titre Artist of Stardom vacant, à la suite du Draft, mettant ainsi fin au règne de Queen's Quest de 245 jours.
Le 16 juillet à Stardom Bright Summer ~ Stardom Vs. RISE - Tag 2, elle conserve son titre en battant Tam Nakano.
Le 14 janvier 2019 à Stardom 8th Anniversary, elle perd face à Utami Hayashishita, ne conservant pas son titre international de la Pro-Wrestling: EVE et le titre mondial féminin de la SWA.

### World Wrestling Entertainment (2019-...)

#### NXT UK(2019-2021)
Le 27 mars à NXT UK, elle y fait ses débuts en confrontant Rhea Ripley.
Le 10 avril à NXT UK, elle dispute son premier match en battant Killer Kelly. Après le combat, Rhea Ripley tente de l'attaquer, avant de renoncer. 
Le 31 août lors du pré-show à NXT UK TakeOver: Cardiff, elle perd face à Rhea Ripley[réf. nécessaire].
Le 12 janvier 2020 à NXT UK TakeOver: Blackpool II, elle ne remporte pas le titre féminin de NXT UK, battue par Kay Lee Ray dans un Triple Threat Match, qui inclut également Toni Storm.

#### Débuts àRawet championne par équipes avec Chelsea Green (2021-2024)
Le 14 juin à Raw, elle fait ses débuts dans le show rouge en compagnie d'Eva Marie, dispute son premier match et bat Naomi. Après le combat, sa mentor s'autoproclame gagnante du match. 
Le 21 août à SummerSlam, elle assiste à la défaite d'Eva Marie face à Alexa Bliss. Après le combat, elle effectue un Face Turn, car elle se moque de sa désormais ancienne mentor et s'autoproclame gagnante du match. 
Le 21 octobre à Crown Jewel, elle ne devient pas la première Queen of the Ring, battue par Zelina Vega en finale du tournoi. Quatre soirs plus tard à Raw, elle effectue un Heel Turn, car elle attaque Bianca Belair pendant son match face à Tamina.
Le 29 janvier 2022 au Royal Rumble, elle ne remporte pas le titre féminin de Raw, battue par Becky Lynch. Le 19 février à Elimination Chamber, elle ne devient pas aspirante no 1 à la ceinture à WrestleMania 38, battue par Bianca Belair dans son tout premier Women's Elimination Chamber match qui inclut également Alexa Bliss, Liv Morgan, Nikki A.S.H et Rhea Ripley.
Le 4 septembre à Worlds Collide, Nikki A.S.H et elle ne remportent pas les titres féminins par équipes de NXT, battues par Katana Chance et Kayden Carter.
Le 28 janvier 2023 au Royal Rumble, elle fait son retour, sous le nom de Piper Niven, entre dans son tout premier Women's Royal Rumble match en 18e position, élimine Nia Jax (avec l'aide de neuf superstars féminines) et Mia Yim avant d'être elle-même éliminée par Raquel Rodriguez.
Le 14 août à Raw, elle se propose à Chelsea Green pour remplacer Sonya Deville, absente pour blessure, et devient donc la nouvelle championne par équipes avec la catcheuse canadienne.
Le 18 décembre à Raw, elles ne conservent pas leurs ceintures, battues par Katana Chance et Kayden Carter, ce qui met fin à un règne de 126 jours.
Le 27 janvier 2024 au Royal Rumble, elle entre dans le Women's Royal Rumble match en 15e position, élimine Kayden Carter avant d'être elle-même éliminée par Nia Jax.

#### Draft àSmackDown(2024-...)
Le 29 avril à Raw, lors du Draft, Chelsea Green et elle sont annoncées être officiellement transférées à SmackDown. Le 10 mai à SmackDown, elle fait ses débuts dans le show bleu, dispute son premier match, mais perd face à Jade Cargill au premier tour du tournoi Queen of the Ring. Le 15 juin à Clash at the Castle, elle ne remporte pas le titre féminin, battue par Bayley.
Le 2 novembre à Crown Jewel, Chelsea Green et elle ne remportent pas les ceintures par équipes, battues par Bianca Belair et Jade Cargill dans un Fatal 4-Way Tag Team match qui inclut également Damage CTRL et Meta-Four.

## Palmarès
- Alpha Omega Wrestling (AOW)
  - 1 fois championne féminine de l'AOW[37]
- Association Biterroise de Catch (ABC)
  - 1 fois championne féminine de l'ABC[38]
- Fierce Females
  - 1 fois championne de la Fierce Females[39]
- Insane Championship Wrestling (en) (ICW)
  - 2 fois championne féminine de l'ICW[40]
  - Tournoi pour désigner la première championne féminine de l'ICW[41]
- Preston City Wrestling (PCW)
  - 1 fois championne féminine de la PCW[42]
- Pro-Wrestling: EVE (EVE)
  - 1 fois championne de la EVE[43]
  - 1 fois championne International de la EVE[44]
  - Tournoi pour désigner la première championne International de la EVE[45]
- Pro Wrestling ImPulse (PWI)
  - Caledonian Cup 2014[46]
- Scottish Wrestling Entertainment (SWE)
  - 1 fois championne Future Division de la SWE[47]
- World Wonder Ring Stardom
  - 1 fois Artist of Stardom Championship - avec HZK et Io Shirai
  - 1 fois SWA Championship
- World Wrestling Entertainment
  - 2 fois  championne 24/7 de la WWE
  - 1 fois  championne par équipe de la WWE - avec Chelsea Green

## Récompenses des magazines
Pro Wrestling Illustrated
| Année | 2017 | 2018 | 2019 | 2020        | 2021 | 2022 | 2023 |
| ----- | ---- | ---- | ---- | ----------- | ---- | ---- | ---- |
| Rang  | 37   | 54   | 75   | Non classée | 112  | 97   | 142  |